# Архимандрит Венијамин (Павићевић)
Венијамин (световно Војислав Павићевић; Горња Црнишава, код Трстеника, 1. јануар 1836 — Манастир Љубостиња, 15. септембар 1909) био је архимандрит Српске православне цркве и старешина Манастира Љубостиње.

## Биографија
Архимандрит Венијамин (Павићевић) рођен 1. јануара 1836. године у Горњој Црнишави код Трстеника. Замонашио се почетком 1852. године, а исте године епископ жички Никифор Максимовић га је рукоположио за јерођакона, јеромонах је постао 1855. године.
Завршио је Богословију Светог Саве у Београду 1866. године, а затим је на острву Халки у тамошњој Богословији провео 4 године. Пошто се 1871. године разболео, вратио се у Србију. У II одељењу београдске Богословије био је 4 године катихета, а затим је постављен 1875. године за старешину Манастира Љубостиње.
Протосинђел је постао 1877, а 1880. године је у Саборној цркви у Београду произведен за архимандрита. Постављен је 1891. године за почасног члана Великог духовног суда и ту остао више година.
У јесен 1878. године братство Манастира Љубостиње су чинили протосинђел Венијамин и јеромонаси Вићентије, Теофило, Авакум и Мелентије, а у јесен 1881. године чинили су архимандрит Венијамин и јеромонаси Вићентије, Михаило и Митрофан.
Године 1877. био је саговорник Феликс Каница коме је приповедао о реновирању опустошеног манастира (1816). Он је сачувао сећање о два предузимљива калуђера, о попу Нићифору и Арсенију Стефановићу, који је обновио запуштени манастир, поставио иконостас, као и Јанићију Мачужићу, игуману наклоњеном уметности, који је обавио темељну рестаурацију звоника и цркве, изградио штале, воденице, механе, цркву покрио лимом и који је до 1850. запошљавао многе италијанске градитеље. Венијамин је „човек бескрајног мерака, образован, вичан пословима, који редовно чува интересе манастира.“ – пише Каниц.
Старешина манастира, архимандрит Венијамин, 1888. године је на молбу Михаила Валтровића уступио Народном музеју једну „од жуте меди кадионицу, која је судећи по облику њеном пореклом са запада, а прављена је најкасније у XIV веку“.
Указом Његовог величанства краља Александра Обреновића од 1893. до 1895. године архимандрит Венијамин је почасни члан Великог Духовног суда.
Одликован је Орден Светог Саве IV и III степена и Орденом Милоша Великог. Приликом крунисања руског цара (1896) добио је Орден Свете Ане II степена.
Упокојио се 15. септембара 1909. године и сахрањен је на монашком гробљу у Манастиру Љубостињи.